# TRIP4
TRIP4‏ (Thyroid hormone receptor interactor 4) هوَ بروتين يُشَفر بواسطة جين TRIP4 في الإنسان.